# Przed burzą (film)
Przed burzą (tytuł oryg. Storm Warning) – australijski film fabularny z 2007 roku, wyreżyserowany przez Jamiego Blanksa.

## Obsada
- Nadia Farès − Pia
- Robert Taylor − Rob
- John Brumpton − Poppy
- David Lyons − Jimmy
- Mathew Wilkinson − Brett

## Odbiór
Według Antona Bitela (channel4.com), film jest "wystarczająco wstrętny, by wzbudzić w fanach gatunku ślinotok". Albert Nowicki (filmweb.pl) pisał: "Odpuście sobie nikłą przyjemność oglądania Przed burzą. Widzieliście już ten film, pod wieloma innymi tytułami. Blanksa Przed burzą bez szans na burzę to drugorzędna rozrywka spod znaku niekosztownej sensacji i lichej próby scen gore."